# Uzlovoi
Uzlovoi - Узловой (rus) - és un khútor del krai de Krasnodar, a Rússia. Es troba a la desembocadura del riu Bakh, afluent del Khodz, a 34 km al sud-oest de Mostovskoi i a 163 km al sud-est de Krasnodar, la capital.
Pertany al municipi de Bàgovskaia.